# (84225) Verish
(84225) Verish est un astéroïde de la ceinture principale.

## Description
(84225) Verish est un astéroïde de la ceinture principale. Il fut découvert le 12 septembre 2002 à l'observatoire Palomar par Robert D. Matson. Il présente une orbite caractérisée par un demi-grand axe de 2,36 UA, une excentricité de 0,15 et une inclinaison de 4,6° par rapport à l'écliptique.

## Compléments